# Platypus (Band)
Platypus war eine US-amerikanische Progressive-Rock-Supergroup, die von den Dream-Theater-Mitgliedern John Myung und Derek Sherinian gegründet wurde. Gitarre spielte Ty Tabor von King’s X, Schlagzeug Rod Morgenstein von den Dixie Dregs. Nachdem sich Dream Theater von Sherinian getrennt hatten und dieser sich fortan auf seine Solokarriere konzentrierte, machten die übrigen Mitglieder unter dem Namen The Jelly Jam weiter.

## Diskografie
- When Pus Comes to Shove (1998)
- Ice Cycles (2000)